# Cryptoscenea tanzaniae
Cryptoscenea tanzaniae is een insect uit de familie van de dwerggaasvliegen (Coniopterygidae), die tot de orde netvleugeligen (Neuroptera) behoort. 
De wetenschappelijke naam Cryptoscenea tanzaniae is voor het eerst geldig gepubliceerd door Meinander in 1998.